# Pogoń (Sosnowiec)
Pogoń – zachodnia (często zaliczana do centralnych), wielka dzielnica Sosnowca, koncentrująca życie akademickie miasta. Jako wieś, razem z Ostrą Górką, Radochą, Starym Sosnowcem, Nowym Sosnowcem i Sielcem, zapoczątkowała w 1902 r. miasto Sosnowice, dzisiejszy Sosnowiec.
Graniczy od północy z Będzinem, od wschodu ze Środulą i Sielcem stykając się ze Śródmieściem, którą to granicę wyznacza przepływająca tutaj rzeka Czarna Przemsza, a od południa i zachodu z Rudną, którą to granicę z uwagi na ścisłą przyległość trudno jednoznacznie wyznaczyć.
Północnym obrzeżem przebiega droga krajowa nr 94. Fragmentem wschodnich obrzeży przebiega historyczna Droga Żelazna Ząbkowicko-Katowicka – odnoga Drogi Żelaznej Warszawsko-Wiedeńskiej.
Przez dzielnicę przepływa rzeka Czarna Przemsza i przerobiona na kryty kanał w latach 50 XX w. Struga Pogońska.
W dzielnicy wyodrębnia się:
- osiedle Akademickie
- osiedle Lwowskie („Bloki Lwowskie”)

- Wygwizdów
- kolonia Tor

Oś ulic Orlej i Będzińskiej dzieli Pogoń na Starą Pogoń, która jest położona na zachodzie i odpowiada obszarem dawnej wsi Pogoń oraz Nową Pogoń z zabudową przemysłowo-robotniczą na wschodzie.
Pogoń jest według rejestru TERYT jednostką urzędowego podziału terytorialnego kraju o statusie integralnej części miasta Sosnowca i posiada indentyfikator 0943658. Według tegoż rejestru wydzielana przez niektórych dzielnica Rudna wchodzi w skład Pogoni.
Obszar Pogoni, Milowic, Kalet i Środulki tworzy obręb ewidencyjny (katastralny) nr 9, wchodzący w skład jednostki ewidencyjnej Sosnowiec.
Obszar Pogoni wraz z Rudną pokrywa się w przybliżeniu z obszarami obowiązywania kodów pocztowych 41-205 i 41-214.

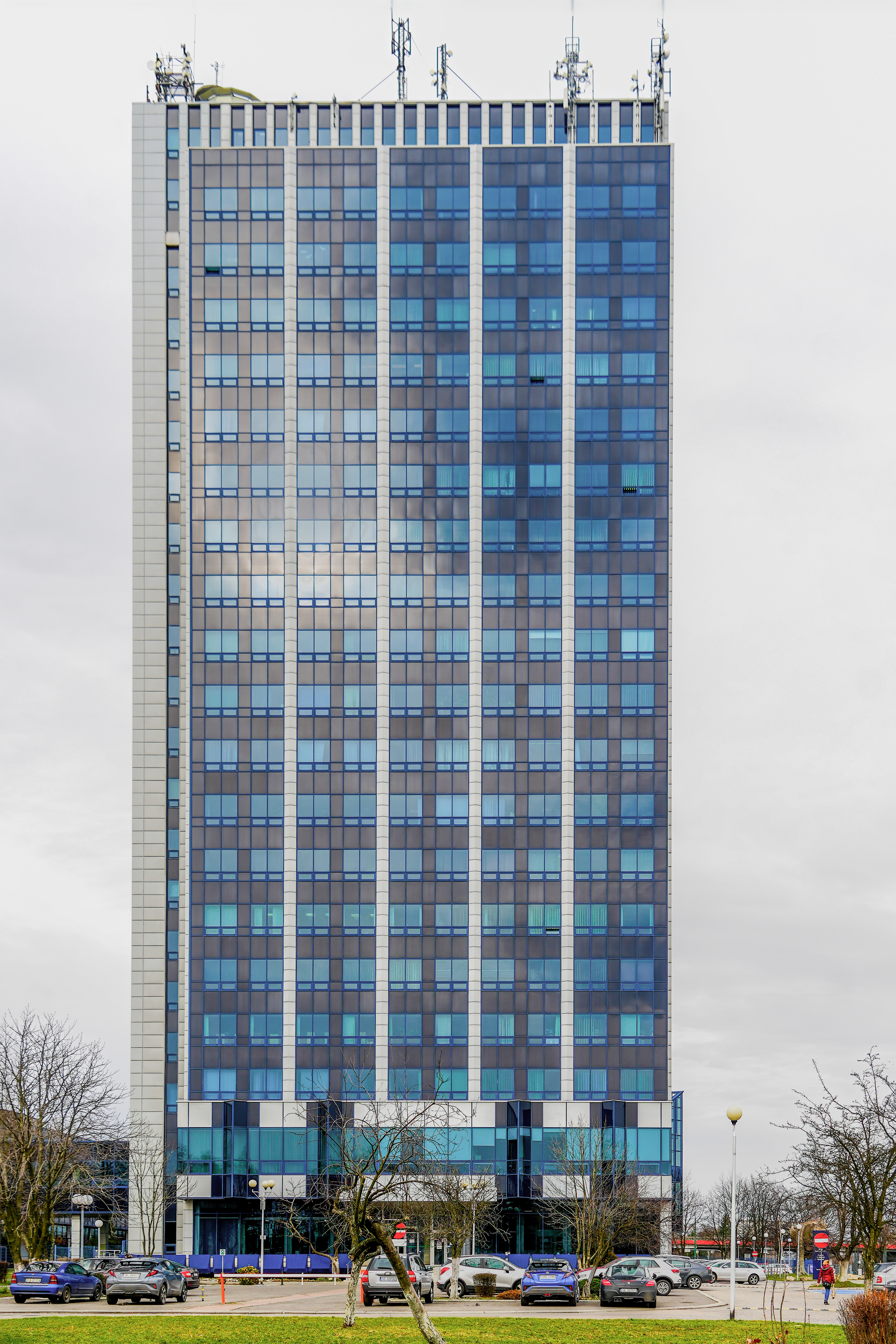
Budynek Wydziału Nauk Przyrodniczych

## Granice obszaru
Aktualnie granice Pogoni nie są określone w żadnym akcie prawa powszechnego, miejscowego i wewnętrznego, ani na żadnej mapie urzędowej. Granice takie mogłyby zostać określone jedynie w 2 przypadkach: 1) wystąpienia przez władze miasta do ministra właściwego w sprawach administracji z wnioskiem o ustalenie, zmianę lub zniesienie urzędowej nazwy Pogoni (do wniosku wymagane jest załączenie mapy topograficznej z granicami danej części miasta) lub 2) utworzenia przez radę miasta na obszarze Pogoni jednostki pomocniczej miasta Sosnowiec pod przykładową nazwą "Dzielnica Pogoń" (do statutu jednostki pomocniczej musi być załączona mapa z granicami jednostki lub wykaz ulic wchodzących w skład jednostki).
Na chwilę obecną można określić jedynie zwyczajowe granice Pogoni. Najłatwiej jest określić granicę północną, wschodnią i południową, ponieważ jest ona tożsama z północną, wschodnią i południową granicą obrębu ewidencyjnego nr 9. Obręb ten obejmuje części miasta o urzędowych nazwach Pogoń, Milowice i Kalety. Granica obrębu biegnie na północy linią granicy miasta, następnie dochodzi do rzeki Czarna Przemsza, której korytem podąża do linii kolejowej Będzin-Sosnowiec, następnie biegnie środkiem tej linii kolejowej aby przed węzłem drogowym odejść w prawo i biec dalej środkiem byłej towarowej linii kolejowej. Najtrudniejsza do ustalenia jest granica między Pogonią (w składzie której według rejestru TERYT znajduje się także osiedle Rudna), a Milowicami i Kaletami. Najprościej jest przyjąć, że granica biegnie byłą towarową linią kolejową aż do byłego przejazdu kolejowo-drogowego w ciągu ulicy Grota-Roweckiego, a następnie osią tej ulicy, aż do skrzyżowania z ulicą Społeczną, gdzie następuje połączenie z północną granicą miasta.

## Historia

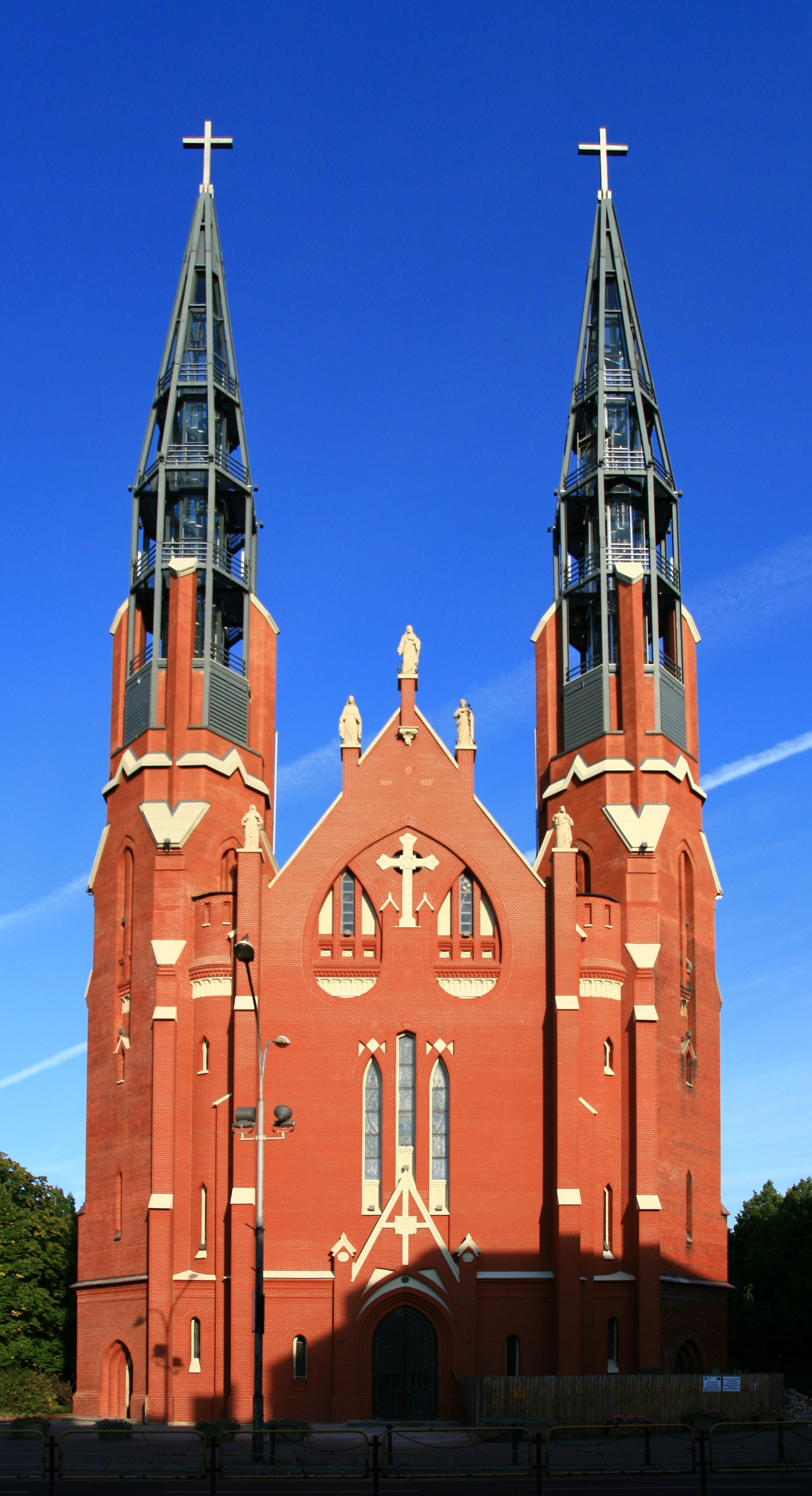
Kościół św. Tomasza Apostoła

- Kościół św. Tomasza ApostołaXIV wiek – pierwsze wzmianki w dokumentach o wsi Pogonia[6]
- 1345 r. – pod Pogonią miała miejsce zwycięska dla Polaków bitwa podczas wojny polsko-czeskiej 1345-1348
- 1864 r. – wejście wsi Pogoń w skład Gminy Osad Górniczych
- 1867 r. – wejście wsi Pogoń w skład Gminy Gzichów (przynależność do 1902 r.)
- 1878 r. – przybycie do Pogoni Heinricha Dietla
- 1880 r. – ukończenie budowy przędzalni czesankowej Heinricha Dietla
- 1881 r. – ukończenie budowy walcowni żelaza i rurkowni Huldschinsky’ego
- 1882 r. – założenie szkoły kantoratowej przez Heinricha Dietla
- 1886 r. – zakończenie adaptacji na kościół ewangelicki hali fabrycznej przędzalni czesankowej podarowanej ewangelikom przez Heinricha Dietla
- 1889 r. – założenie Szkoły Aleksandryjskiej przez Heinricha Dietla
- 1894 r. – założenie Sosnowieckiej Szkoły Realnej przez Heinricha Dietla
- 1898 r. – otwarcie gmachu Sosnowieckiej Szkoły Realnej ufundowanego przez Heinricha Dietla
- koniec XIX wieku – wzniesienie pałacu oraz założenie parku przez Heinricha Dietla
- 1900 r. – wejście Pogoni w skład nadsołtysostwa sosnowieckiego
- 1902 r. – wejście wsi Pogoń w skład nowo utworzonego miasta Sosnowice, przemianowanego później na Sosnowiec; ostatni sołtys Widorski[7]
- 1904–1911 r. – budowa kościoła św. Tomasza Apostoła, współfinansowana przez Heinricha Dietla
- 1910 r. – wzniesienie przez mariawitów kościoła Matki Boskiej Różańcowej w Wygwizdowie
- lata 20. XX wieku – wzniesienie w Pogoni patrymonialnego osiedla – Kolonii Focha przez Towarzystwo Kopalń i Zakładów Hutniczych Sosnowieckich
- 18 stycznia 1928 r. – uruchomienie połączenia tramwajowego na trasie Śródmieście Sosnowca – Będzin
- 1 sierpnia 1937 r. – uruchomienie pierwszego połączenia autobusowego na trasie Śródmieście Sosnowca – Bobrowniki
- po 1945 r. – nacjonalizacja całości majątku Heinricha Dietla
- 1955-1960 r. - Przykrycie kanałem Strugi Pogońskiej - naturalnego, naziemnego strumienia, przepływającego przez całą dzielnicę ze wschodu na zachód i wpadającego do Czarnej Przemszy
- 1961 r. – połączenie Huty Sosnowiec (dawne zakłady Huldschinsky’ego) z Hutą Katarzyna pod nową nazwą Huta im. M. Buczka
- lata 70. XX wieku – przebudowa układu komunikacyjnego, wyburzenie części Kolonii Focha
- lata 90. XX wieku – ogłoszenie upadłości, następnie trwający do dzisiaj proces likwidacji Sosnowieckiej Przędzalni Czesankowej „Politex” – dawnej fabryki Heinricha Dietla
- czerwiec 2005 r. – wznowienie budowy dwóch wież do kościoła św. Tomasza Apostoła.
- 2006 r. – wyburzenie szpitala dziecięcego, przystąpienie do budowy w jego miejscu Centrum Dydaktyczno-Naukowego Instytutu Neofilologii Uniwersytetu Śląskiego w Katowicach

## Zabytki[8]
- Pałac Dietla

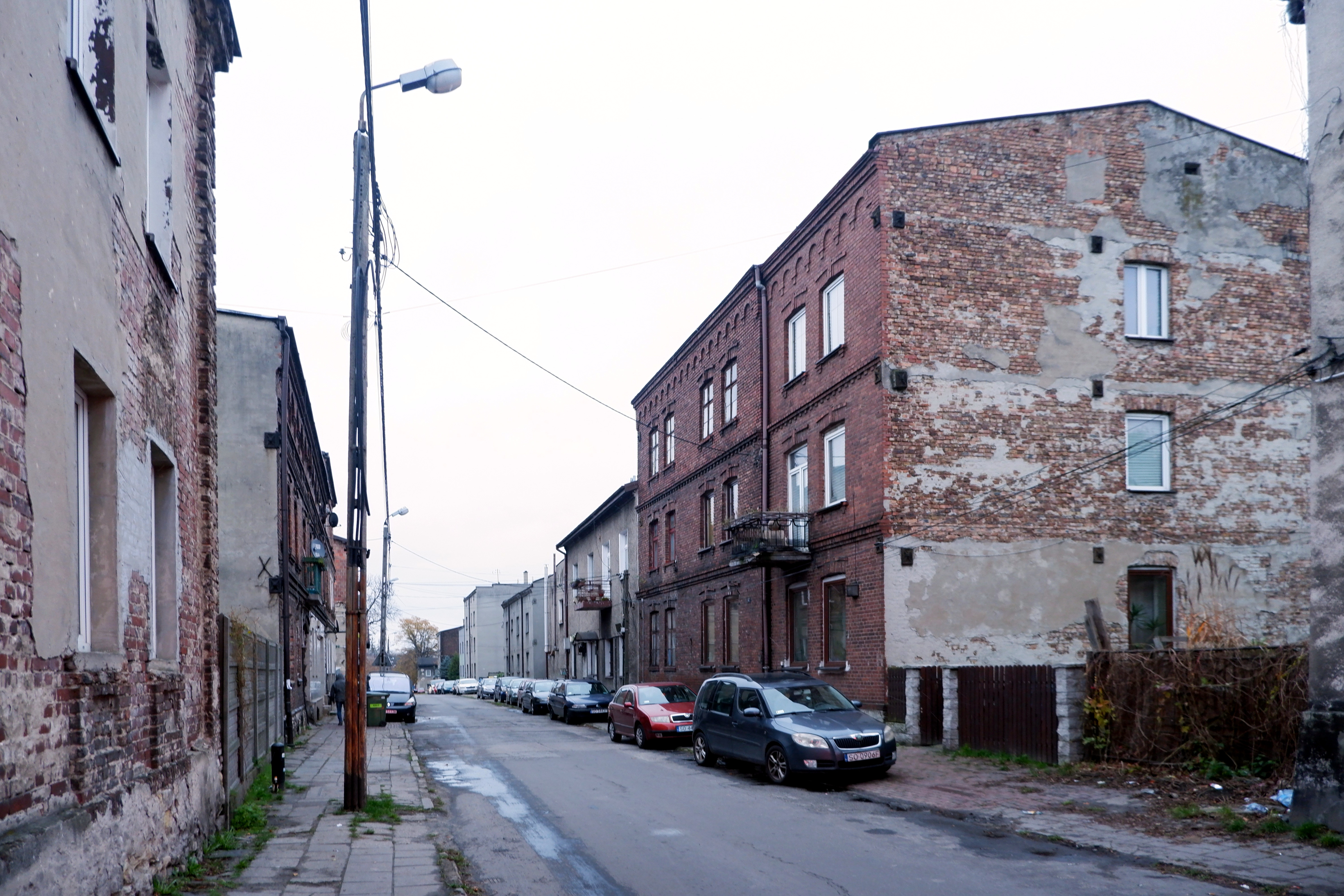
Ulica Rybna

- Kościół ewangelicko-augsburski św. Jana Ewangelisty
- Kościół św. Tomasza Apostoła w Sosnowcu
- Gmach dawnego Liceum im. Stanisława Staszica
- Kapliczka z 1863 roku przy ulicy Czeladzkiej

## Inne obiekty i miejsca

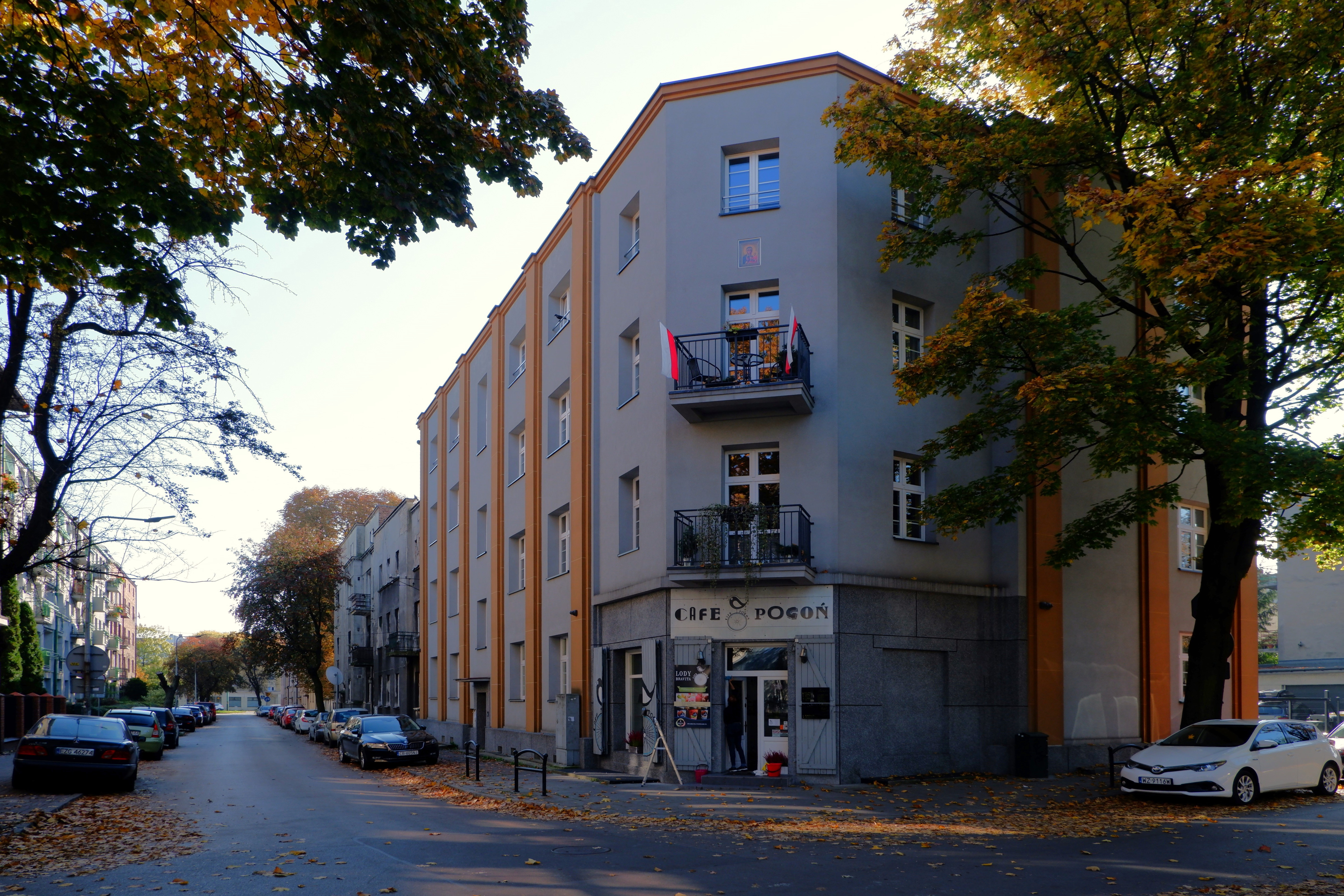
Café Pogoń na rogu ulicy Żytniej i Reymonta

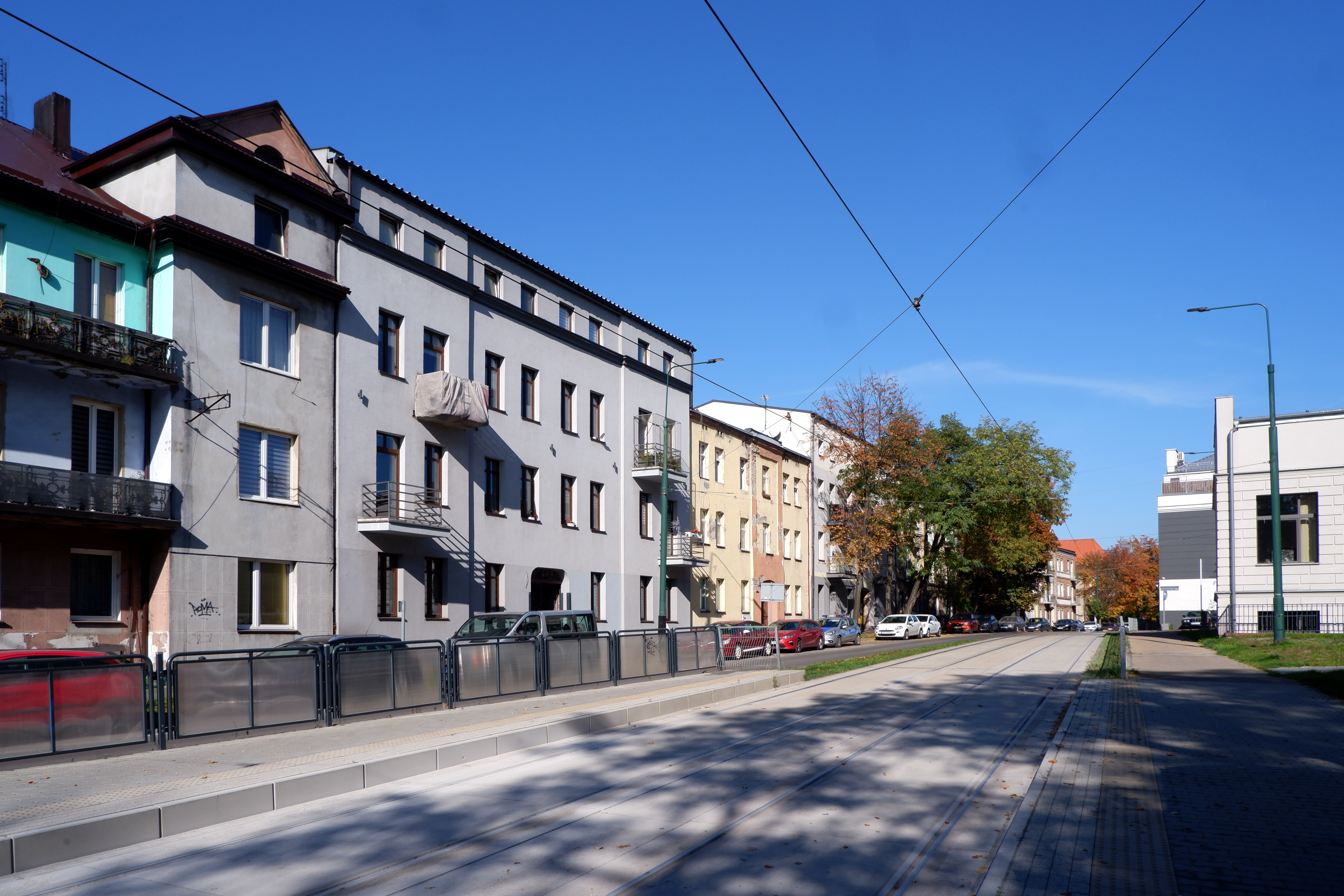
Ulica Mariacka

- Wojewódzki Szpital Specjalistyczny nr 5 w Sosnowcu im. św. Barbary (dawniej: Szpital Górniczy), wchodzący w skład tej dzielnicy wskutek dokonanej korekty przebiegu granicy pomiędzy Sosnowcem a Będzinem
- Klub im. Jana Kiepury
- Hala widowiskowo-sportowa przy ulicy Stefana Żeromskiego
- Wydział Nauk Przyrodniczych Uniwersytetu Śląskiego
- Wydział Informatyki i Nauki o Materiałach Uniwersytetu Śląskiego
- Wydział Filologiczny Uniwersytetu Śląskiego
- Sala Królestwa Świadków Jehowy[9]
- VI Liceum Ogólnokształcące im. Janusza Korczaka w Sosnowcu
- Budynek Wydziału Nauk Przyrodniczych Uniwersytetu Śląskiego